# Валашковце
Валашковце или Валашкивци (словац. Valaškovce) — военный полигон словац. vojenský obvod) в районе Гуменне Прешовского края (восточная часть), границы которого соответствуют границам военного тренировочного ареала (словац. vojenský výcvikový priestor) «Каменица-над-Цирохою», где расположен и административный центр, так называемый Военный уездный правительство (словац. Vojenský obvodný úrad).
Площадь полигона составляет 11 923 га.

## История
Создан 1937 года в кадастре села Валашкивци, жителей (49 домов) которого было выселено в город Гуменне, в часть «Под водой», которую до этого времени местные называют «Валашковце». На месте бывшего села осталась церковь, кладбище и следы приусадебных участков.